# Xystopeplus
Xystopeplus är ett släkte av fjärilar. Xystopeplus ingår i familjen nattflyn.
Kladogram enligt Catalogue of Life:
| Xystopeplus | \| \| Xystopeplus honesta \| \| \| \| \| \| Xystopeplus rufago \| \| \| \| |
|             | \| \| Xystopeplus honesta \| \| \| \| \| \| Xystopeplus rufago \| \| \| \| |
|             | Xystopeplus honesta                                                        |
|             |                                                                            |
|             | Xystopeplus rufago                                                         |
|             |                                                                            |